# Irina Rosijina
Irina Rosijina (Rusia, 11 de mayo de 1975) es una atleta rusa, especialista en la prueba de 4x400 m, en la que ha logrado ser campeona mundial en 2001.

## Carrera deportiva
En el Mundial de Edmonton 2001 ganó la medalla de bronce en el relevo 4x400 metros, con un tiempo de 3:24.92 segundos, tras Jamaica y Alemania, siendo sus compañeras de equipo: Yuliya Pechonkina, Anastasiya Kapachinskaya y Olesya Zykina.